# Халіфат
Халіфа́т (араб. خلافة إسلامية — «спадкоємець», «представник») — феодальна теократична мусульманська держава, що виникла внаслідок арабських завоювань VII–IX століть і очолювалася халіфами. Також халіфат як термін означає ісламську теократичну державу, яка має об'єднувати всіх мусульман. Утім, лише перший Омеядський халіфат дійсно об'єднував усю умму.
Під контролем цієї держави в період її розквіту були землі Близького Сходу, Північної Африки і Південної Європи. Халіфат контактував з такими регіонами, як Європа і Великий Євразійський Степ, тісно взаємодіяв з тодішніми утвореннями на цих землях — Волзькою Булгарією, Тюркським і Хозарським каганатом, Руссю, Східною Римською імперією. Перший халіфат розпався 750 року, коли влада в державі перейшла до династії Аббасидів.

## Історія
Населення спекотної та посушливої Аравії за типом господарської діяльності поділялось на 2 великі групи: бедуїнів, що займались кочовим скотарством (верблюди, вівці, коні) і фелахів, що займались землеробством на зрошувальних землях (зернові, фініки, виноград, цукрова тростина). Землеробство концентрувалось у південній гірській частині півострова. Уздовж берегів Аравії Червоним і Аравійським морем проходив стародавній торговельний шлях з Єгипту до Субсахарської Африки та Індії. Араби здавна займались торгівлею, водили каравани. Найбільшими містами на таких шляхах стали Сана, Мекка та Медина. Арабські племена зберігали власний родовий устрій, божеств, постійно ворогували між собою за пасовища та отари овець.
На початку VII століття постійно ворогуючі Візантійська та Сасанідська імперії захоплюють північ та південне узбережжя півострова, відповідно. Це позначається на купецькій знаті арабів, яка військовою силою намагається відновити торгівлю. Провідну роль у цьому об'єднанні відіграла нова монотеїстична релігія — іслам. Засновником ісламу був неписьменний купець Мухаммад (Мухамед, Магомет) з Мекки. Його усні проповіді, як пророка єдиного всемогутнього бога Аллаха, учні записували на глиняних табличках та пальмовому листі, щоб далі поширювати вчення та навертати до віри нових мусульман. Коран — писемний звід проповідей — уперше було складено за правління халіфа Османа (644—656). Іслам відноситься до аврамічних релігій, бо ним було запозичено більшість релігійних догм з юдаїзму та християнства. Він вимагає від вірян безумовної покірності догматам та послідовного виконання обрядів. Купецька верхівка домоглася того, щоб іслам прямо освячував війни з невірними (джихад), пропонував райське потойбічне життя для жертв таких війн. Первісним ядром халіфату стала створена Мухамедом у Хіджазі мусульманська громада — умма. 630 року більшість арабських племен прийняли іслам, визнали Мухамеда пророком Аллаха, а Мекку проголосили релігійним центром.
Після смерті Мухамеда влада перейшла до рук його заступників — халіфів, які протягом 632—661 років підкорили все населення півострова й розпочали завоювання сусідніх держав. Основою війська халіфів складала швидка легка кіннота. Поневолене й обтяжене податками, зубожіле від війн близькосхідне населення Візантійської та Сасанідської імперій зустрічало арабів як своїх визволителів, а християни вбачали в ісламі очищені від зайвих нашарувань різних догматів. Були завойовані Сирія, Єгипет (634—638), Магриб, Іран. 711 року арабський полководець Тарік ібн Зіяд з 7 тис. військом форсує Гібралтарську протоку, пізніше названу на його честь, та завойовує ослаблене Вестготське королівство. Просування арабів на північ до Франкського королівства було зупинене армією Карла Мартела у битві при Пуат'є 732 року. Південний Кавказ та держави Центральної Азії були підкорені шляхом переходу на бік завойовників місцевих феодалів. Араби вийшли до північно-західних районів Індії в долині Інду та зупинили китайську експансію на захід уздовж Шовкового шляху в Талаській битві 751 року. Це був період найбільшої територіальної експансії Арабського халіфату зі столицею в Дамаску з 661 року.

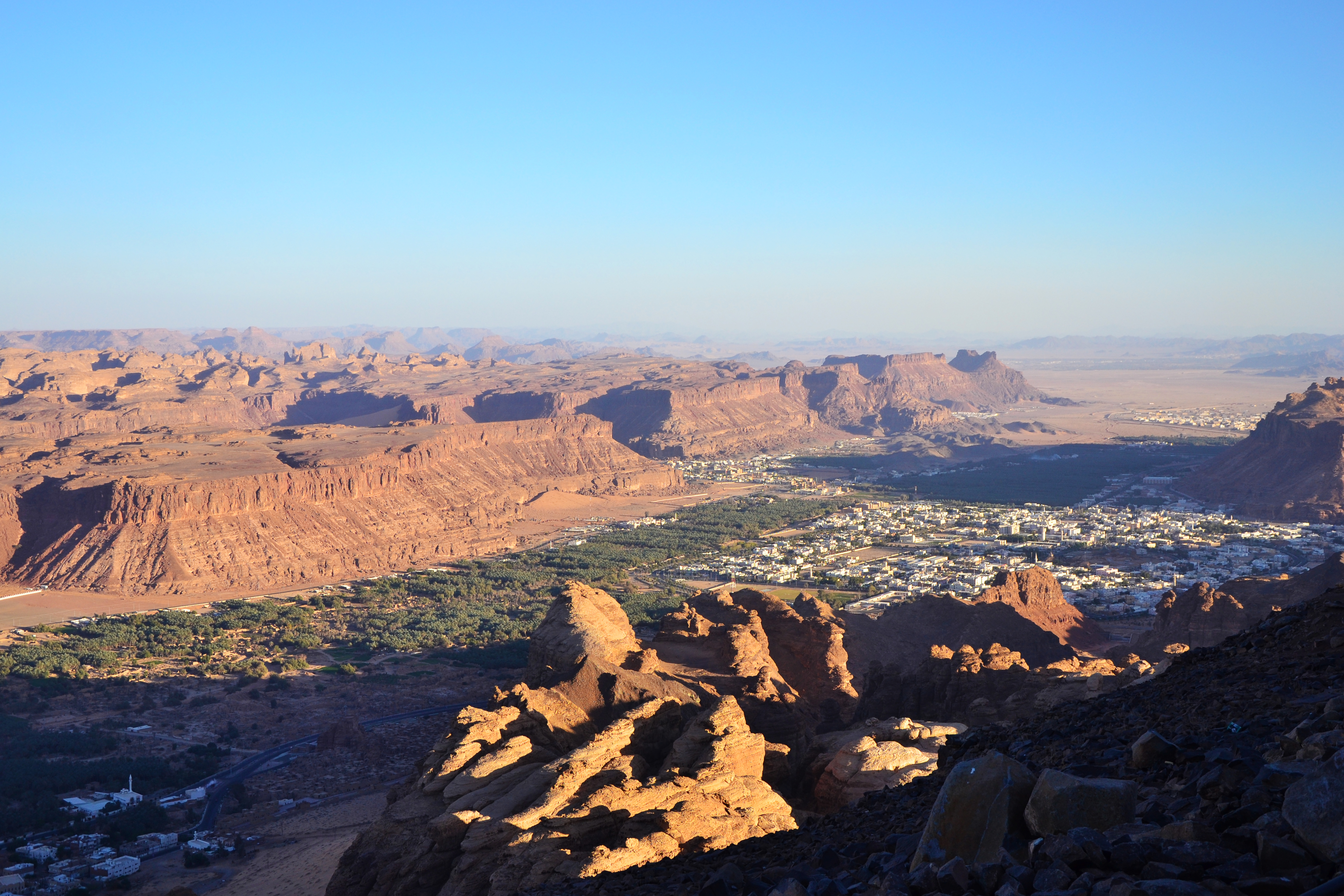
Типовий ландшафт Хіджазу
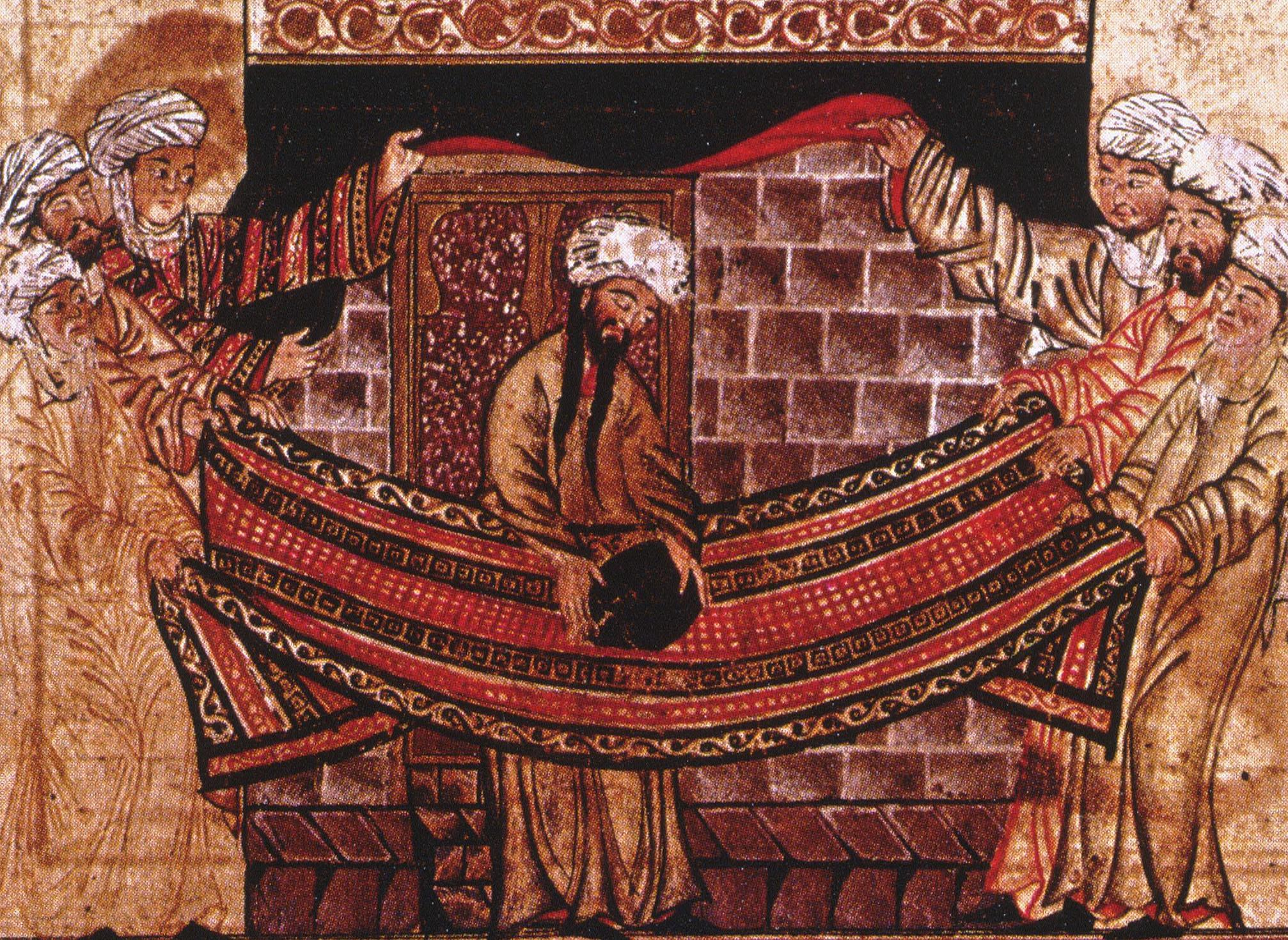
Магомет встановлює Чорний камінь в Каабу, 605 рік
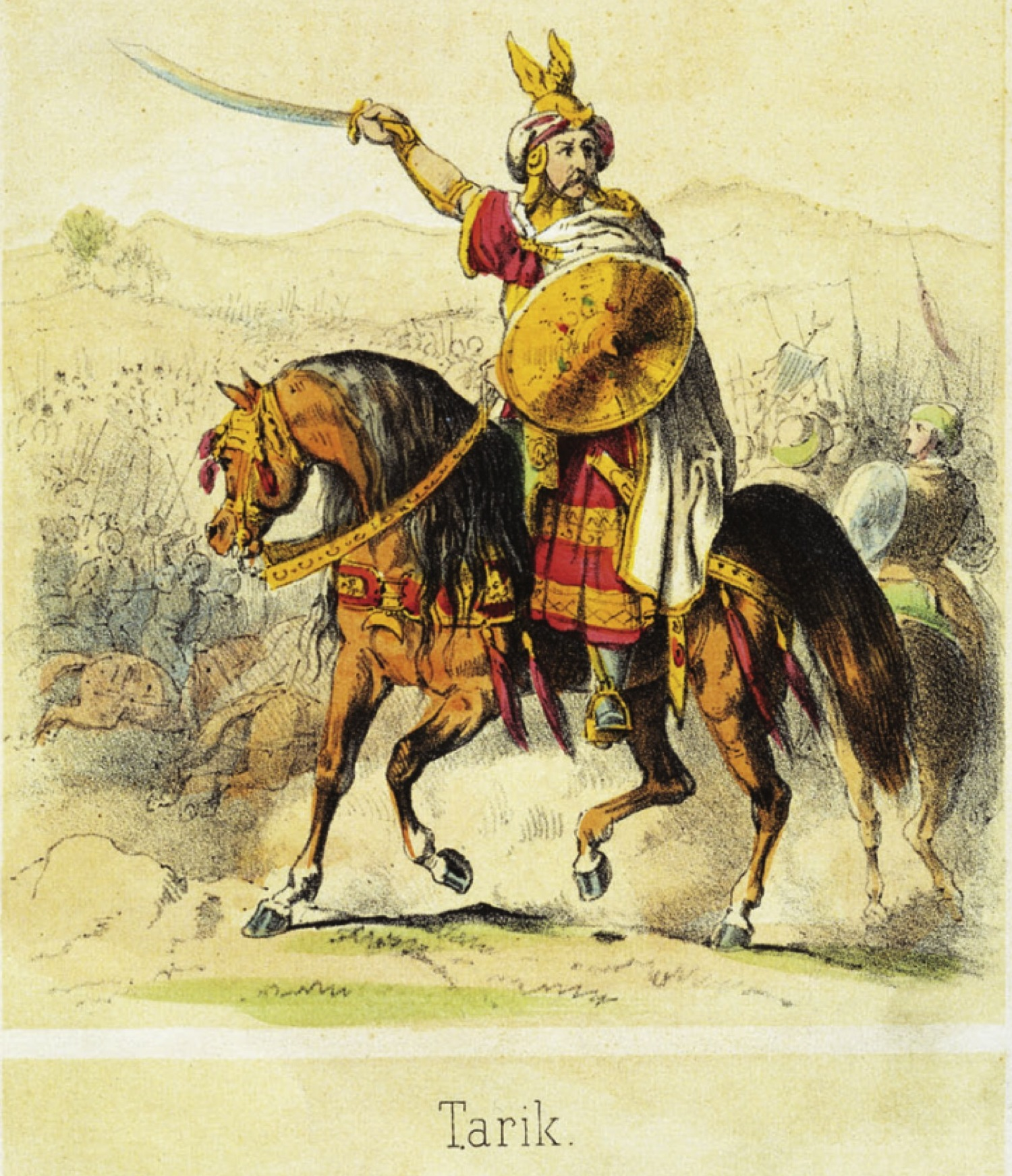
Тарік ібн Зіяд
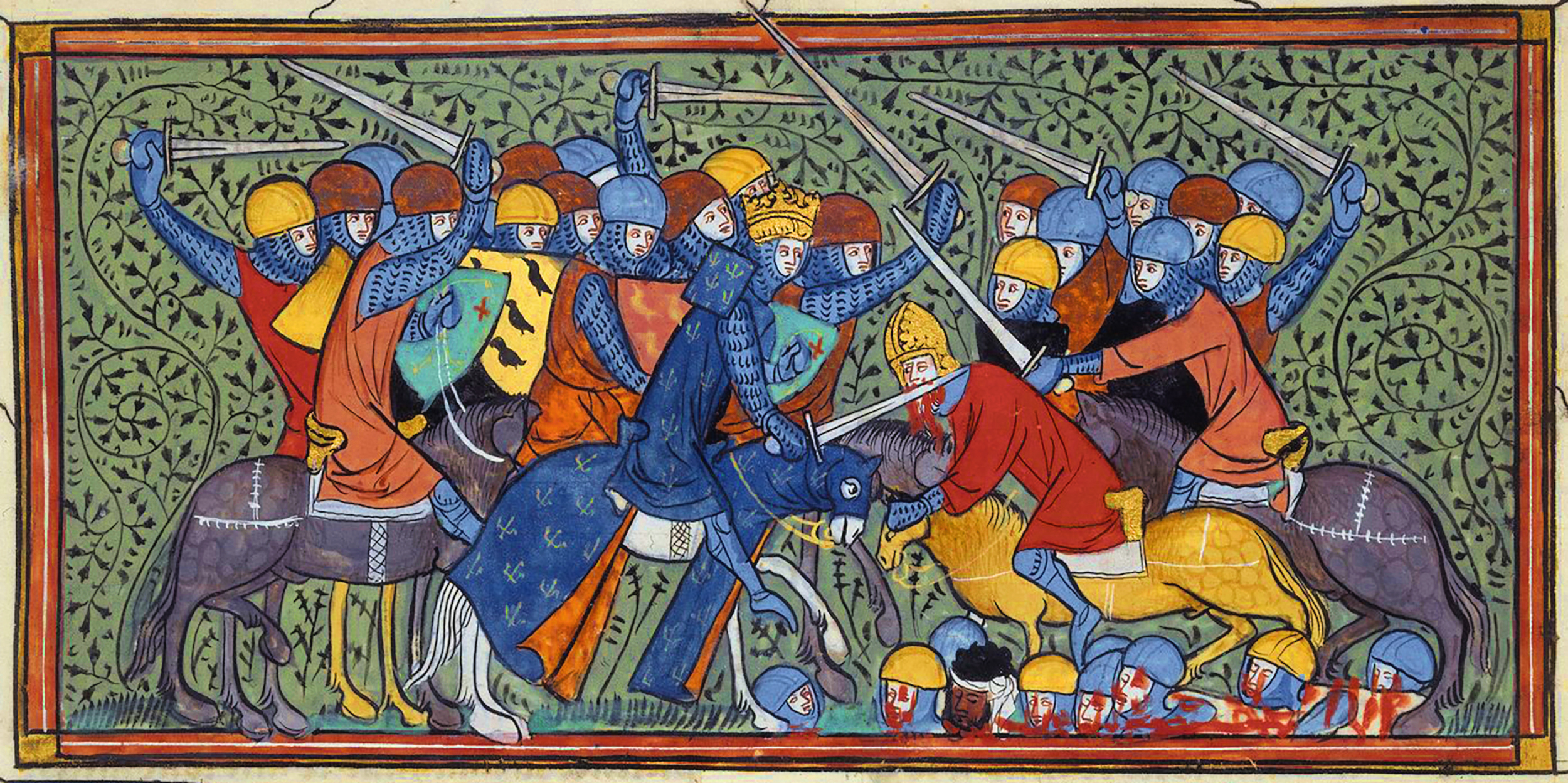
Битва при Пуат'є
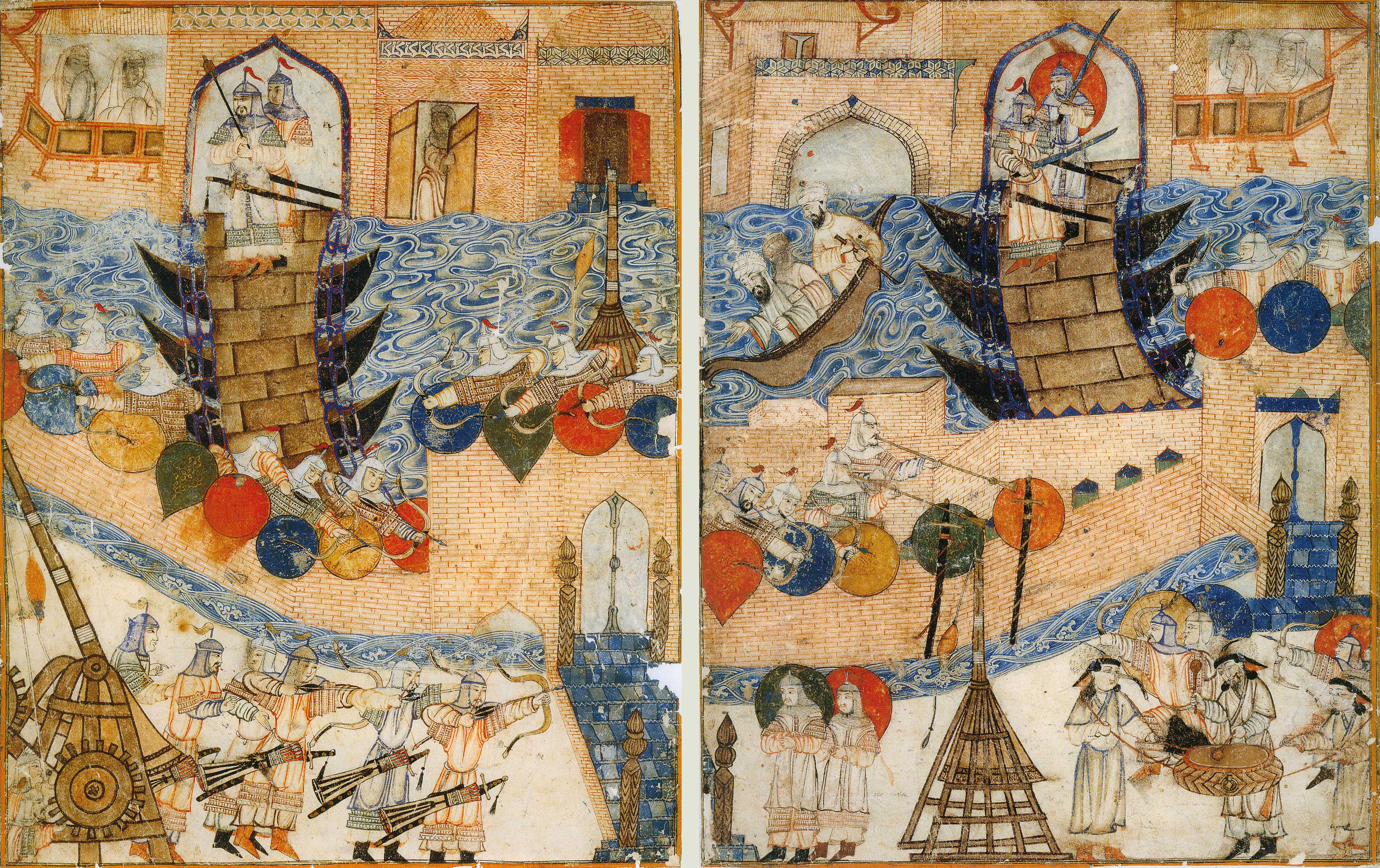
Захоплення Багдада монголами

Величезні обсяги награбованого в походах слугували швидкому піднесенню як знаті, що ставала тепер феодалами-землевласниками, так і Леванту загалом. Централізація влади в одних руках дала змогу проводити масштабне меліоративне будівництво в різних куточках країни, розвивати мистецтво, науку, технології, сприяти торгівлі на великі відстані. 750 року столицею стає Багдад. Епоха існування Багдадського халіфату, разом з декількома наступними століттями розквіту загальноісламської науки й культури, іменуються в західній історіографії Золотою добою ісламу.
У VIII—IX століттях халіфатом прокотилась хвиля народних повстань, найбільшим з яких було повстання Бабека в Азербайджані. Колишній погонич верблюдів Бабек зумів згуртувати місцеве зороастрійське населення на боротьбу з чужинською вірою. Його «війська в червоному одязі» розбили 6 армій халіфату й встановили на великій території власні порядки. Однак підступним шляхом ватажка схопили й стратили, повстання згасло. У Західній Африці впродовж 739—743 років вирувало велике берберське повстання. Неминучі відцентрові процеси, підживлювані місцевою знаттю та відсутністю якісної комунікації на величезних відстанях, швидко призводять до феодального дрібнення Халіфату. У VIII столітті халіфат було розділено на емірати — окремі адміністративно-військові одиниці, які управлялись емірами, яких призначав халіф. Суди було відокремлено від адміністрації та підпорядковано шурі. У IX столітті владу халіфів було обмежено їхніми заступниками — великими візирями. Духовна та судова влада перейшла до головного каді — верховного судді. На місцях еміри й султани перестали призначатися, а почали передавати свою владу в спадок. Першим від єдиного халіфату 929 року відколовся багатий Кордовський халіфат на заході, що під ударами берберів розпався 1031 року на окремі тайфи. Східні землі залишились за Багдадським халіфатом, від якого поступово відділились Магриб, Іфрикія, Єгипет, Хорасан, Афганістан, Іран. 945 року багдадський халіф був позбавлений світської влади, але зберіг духовну над суннітами.
У X столітті Багдадський халіфат охоплював лише частину Іраку й Ірану. 1258 року його столиця впала під ударами монгольської кінноти, загинуло до 1 млн його мешканців, книгами гатили Тигр для переправи. 1261 року було утворено самостійний Каїрський халіфат у Північній Африці, що проіснував до 1517 року.

## Господарство
Основою господарства Халіфату становило землеробство, скотарство і транзитна торгівля. Араби повсюдно піднімали культуру вирощування сільськогосподарських рослин, займались меліорацією, поширювали технічні винаходи. Вони інтродукували до Середземномор'я зі сходу бавовник, рис, цитрусові. Іран став центром килимарства, Сирія — металургії (булат), гутництва та шовкоткацтва. Торговельні каравани поєднали найвіддаленіші куточки Північної Африки і Європи з Тропічною Африкою, Індією та Китаєм. Потреба в робочій силі заради масштабного будівництва, гребного галерного флоту інтенсифікувала работоргівлю. Темношкіра робоча сила, разом з іншими «природними ресурсами» (золото, деревина), поставлялась до Халіфату морським шляхом уздовж східноафриканського узбережжя Суахілі та караванами через транссахарську торгову мережу. Світлошкірих рабів-слов'ян з півночі поставляли хозари та варяги.

## Культура
Попервах культурний рівень арабських племен був набагато нижчим за рівень сусідніх народів. За пізнішими оповіданнями, при завоюванні Єгипту 641 року халіф Уорамар ібн аль-Хаттаб наказав полководцеві Амру ібн аль-Асові спалити Александрійську бібліотеку, бо «книги, що протирічать Коранові, повинні бути знищені, книги, що повторюють записане в Корані, не потрібні», хоч до того часу книжковий фонд бібліотеки неодноразово гинув під час конфліктів, ще з часів Римської імперії.
Поступово араби переймають культурні досягнення підкорених народів, а централізована держава пришвидшує розвиток місцевих культур. Державною мовою Халіфату стає арабська, повсюдне застосування якої прискорює взаємний обмін знаннями між віддаленими підкореними культурами, вона стає мовою науки й літератури для вчених різних народів.
Великого успіху за часів Халіфату сягнули прикладні науки, що пришвидшували розвиток ремесел та торгівлі: математика (Мухаммед аль-Хорезмі винайшов алгебру), астрономія (зоряні каталоги аль-Суфі й Улугбека, аль-Біруні — творець геліоцентричної моделі Сонячної системи), географія (картографія, мандрівник Ібн-Батута), медицина (лікар Ібн-Сіна). Арабська культура за допомогою підкореного населення Візантії засвоїла величезний шар культурного надбання античних часів та пізніше передала його європейським вченим епохи Відродження, здебільшого через праці єврейських учених Кордовського халіфату. У 27 вищих школах та безлічі бібліотек Кордоби засвоювало науки багато європейських студентів, що пізніше створять на півночі Італії власні університети (Болонський). Арабський світ познайомив європейців з цифрами та надбанням індійських математиків, китайським компасом, грецьким глобусом, навчив складати карти, медичні книги були настільними для лікарів Європи до XVII століття.

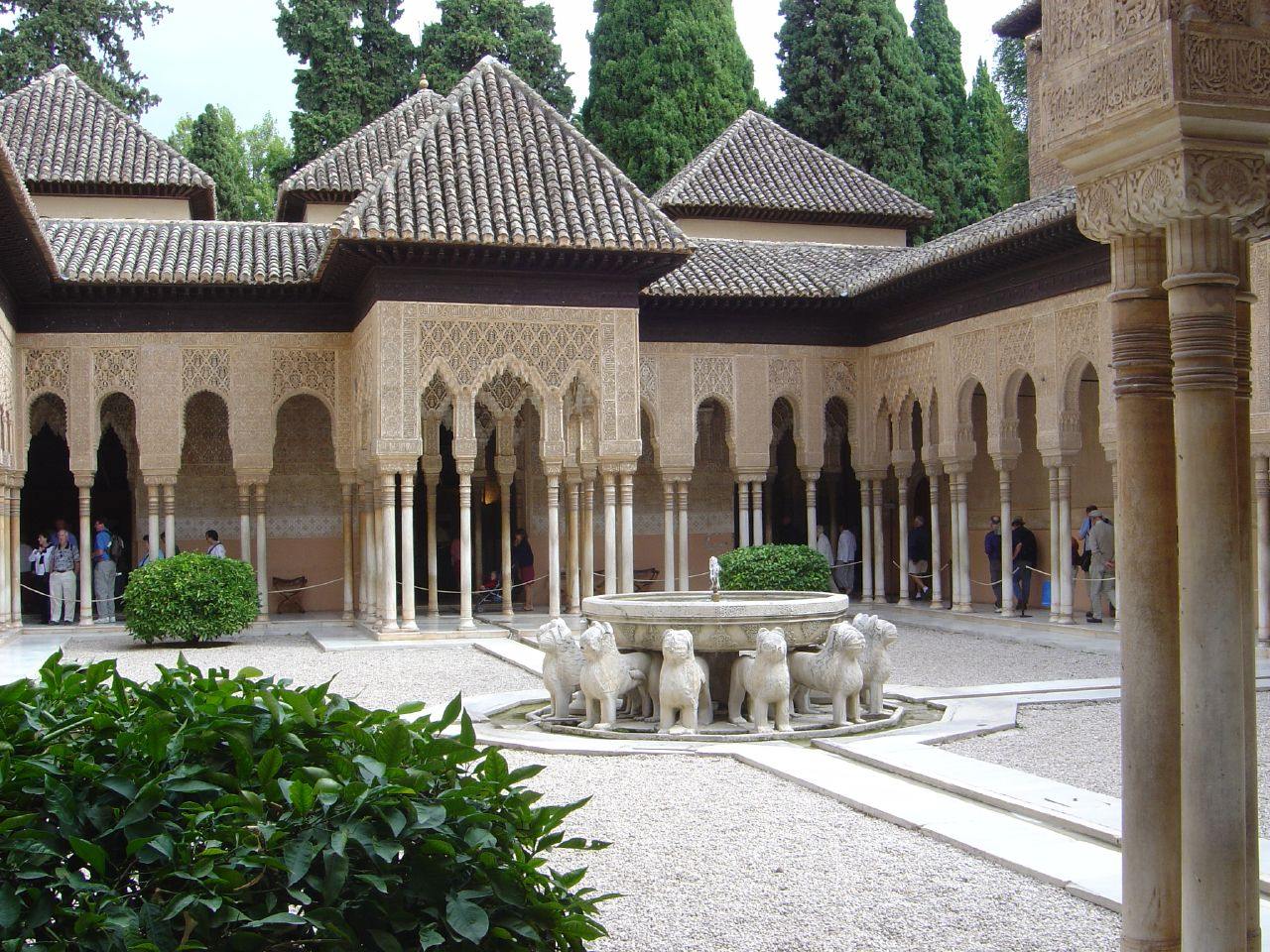
Один з двориків Альгамбри
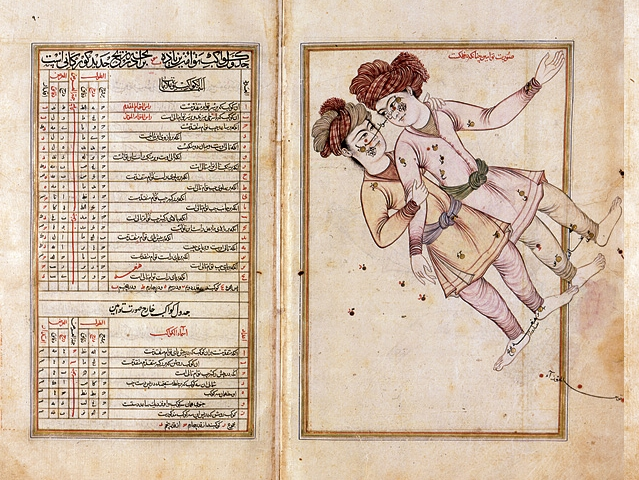
«Книга сталих зір» аль-Суфі
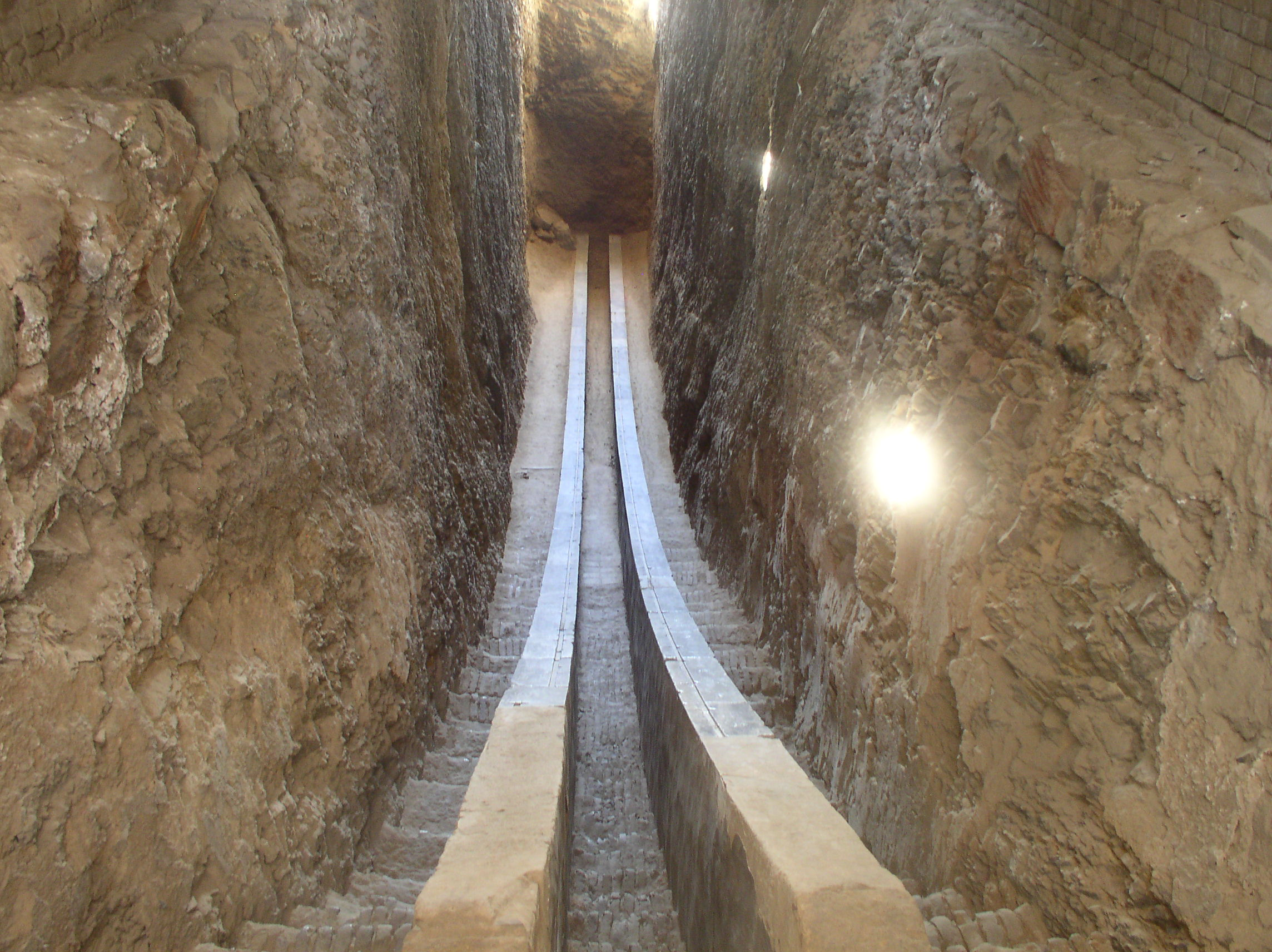
Квадрант обсерваторії Улугбека
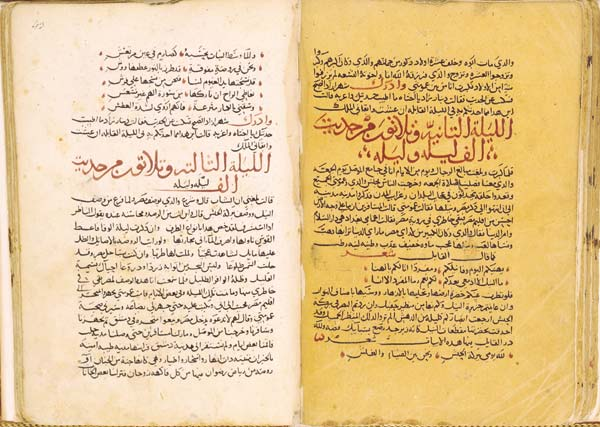
«Тисяча й одна ніч», XIV століття
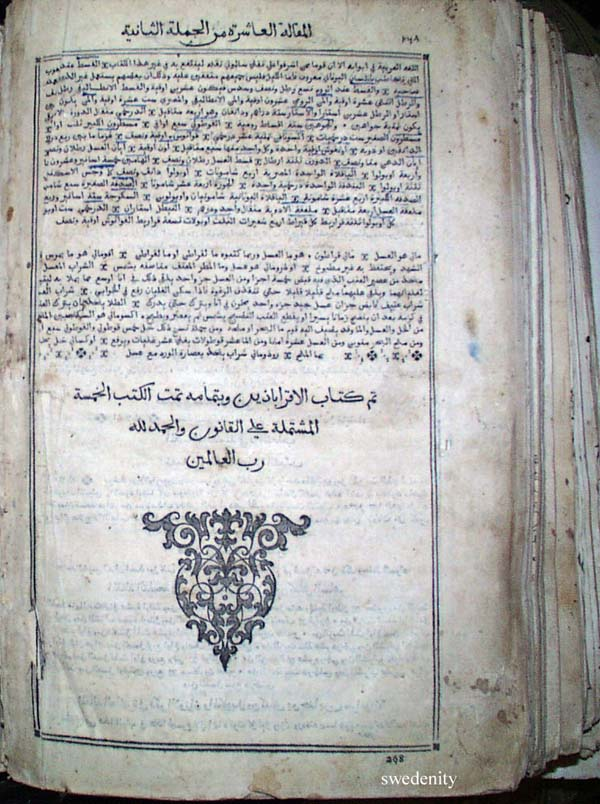
«Канон лікарської науки» Ібн-Сіни
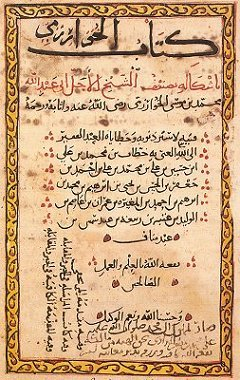
«Кітаб аль-джебр ва-ль-мукабала» Аль-Хорезмі

Найбільшого розвитку за арабів здобула архітектура, будуються величні палаци з фонтанами (Альгамбра в Гранаді), повсюдно мечеті (мечеть Омара в Єрусалимі) та захисні споруди, вулиці міст вкриваються бруківкою та освітлюються ліхтарями. Найпоширенішою формою мовного мистецтва серед арабів були оповідання про далекі країни, мандри та звичайні казки. У різний час вони збирались і переповідались у вигляді «Тисячі та однієї ночі» оповідань Шахерезади при дворі царя Шахрияра.